# Azotat de crom
Azotatul de crom este o sare a cromului cu acidul azotic cu formula chimică Cr(NO3)3. Cea mai comună formă a sa este hidratatul solid de culoare violetă-negricioasă, deși mai există și varianta anhidră de culoare verde. Aceste substanțe nu reprezintă niciun interes comercial dar sunt răspândite în laboratoarele de chimie, unde au diferite întrebuințări.

## Proprietăți
Forma anhidră a sării formează cristale de culoare verzi și solubile în apă. Azotatul de crom se descompune la o temperatură relativ scăzută de 100 °C. Hidratul de culoare roșie-violetă este greu solubilă în apă. 

## Preparare
Azotatul de crom poate fi preparat prin dizolvarea oxidului de crom în acid azotic. 